# Tenebriònids
Els tenebriònids (Tenebrionidae) són una de les grans famílies de coleòpters amb 2300 gèneres i unes 20.000 espècies descrites. La seva mida oscil·la entre 1 i 80 mm; són predominantment de coloracions fosques, d'on deriva el seu nom. Són bàsicament detritívors i són especialment diversos en ambients esteparis i desèrtics.

## Característiques
La majoria de les espècies són de color negre o marró, però no falten les coloracions vistoses. Les antenes tenen normalment 11 segments i són relativament curtes. Tenen cinc artells en els tarsos anteriors i mitjans, i quatre en els posteriors (fórmula tarsal 5-5-4, rarament 4-4-4); les antenes s'insereixen sota un sortint lateral del front. L'abdomen té 5 esternites visibles, les tres primeres unides i immòbils. Els èlitres presenten usualment costelles longitudinals. Moltes espècies posseeixen glàndules defensives a l'abdomen que produeixen secrecions repugnatòries de caràcter defensiu. Les larves són cilíndriques i estan ben esclerotitzades.

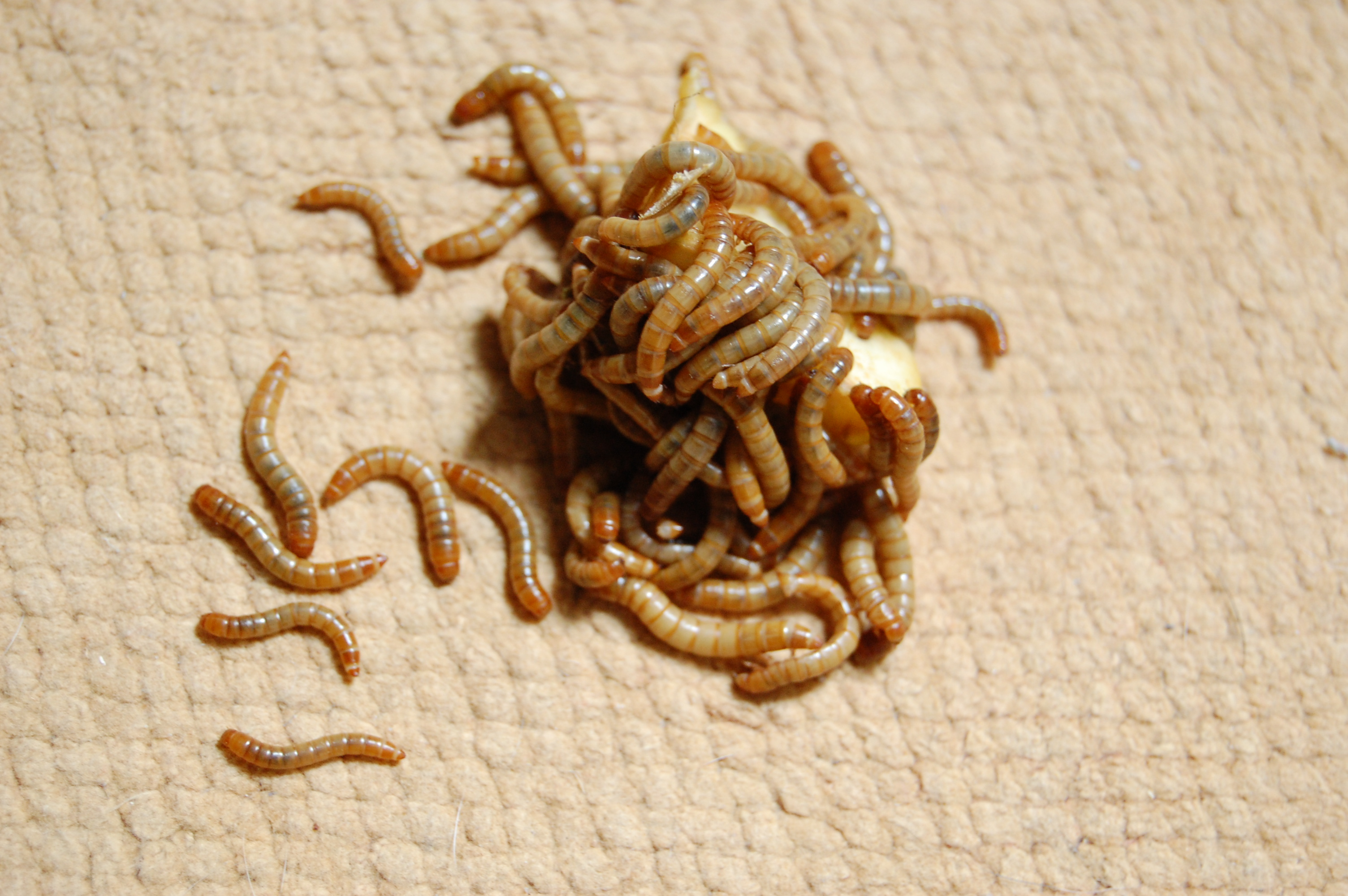
Larves d'escarabat de la farina, que es comercialitzen per a l'alimentació de amfibis, rèptils i aus.

## Biologia i ecologia
Els tenebriònids són principalment detritívors i viuen majoritàriament en el sòl. Alguns Alleculinae són florícoles i s'alimenten de pol·len. Hi ha diversos gèneres mirmecòfils (viuen en relació amb formigues), com Oochrotus, Stenosis, Dichillus, Etc. Diverses espècies dels gèneres Elenephorus, Akis i Blaps mostren tendències antropòfiles i són freqüents en llocs habitats. Diverses espècies són corticícioles (viuen sota escorces d'arbres) i altres estan estretament relacionades amb fongs.
Diverses espècies dels gèneres Tenebrio, Palorus, Gnathocerus, Tribolium, Alphitophagus, Clitobius, etc., són cosmopolites i constitueixen greus plagues per als cultius i els productes amilacis emmagatzemats (farina, arròs). D'entre totes les espècies d'aquesta família, Tenebrio molitor (conegut també com escarabat de la farina) és una de les 2000 espècies d'insectes comestibles de tot el món que, gràcies a la incorporació a les dietes humanes i animals de les seves larves, es presenta com una alternativa alimentària rica en proteïnes.
Els tenebriònids són enormement diversos en hàbitats esteparis i desèrtics, sent els insectes més característics d'aquests ambients. Estan perfectament adaptats a la manca d'aigua; tenen una cutícula molt gruixuda i durant el dia es refugien sota pedres o s'enterren a la sorra per evitar la dessecació; són una baula clau en la xarxa tròfica d'aquests ecosistemas, ja que són la base de l'alimentació de nombrosos rèptils i aus.
Es troben distribuïts per tot el món, excepte en les regions polars, la majoria no volen bé i molts tenen les ales reduïdes o atrofiades, per la qual cosa tenen una limitada capacitat de dispersió; això ha propiciat la proliferació de nombrosos endemismes amb àrees de distribució molt restringides limitades a hàbitats concrets.

## Taxonomia
La taxonomia del tenebriònids es complexa; la darrera revisió reconeix 9 subfamílies:
- Subfamília Zolodininae Watt, 1975
- Subfamília Lagriinae Latreille, 1825 (1820) - abans família Lagriidae
- Subfamília Nilioninae Oken, 1843
- Subfamília Phrenapatinae Solier, 1834
- Subfamília Pimeliinae Latreille, 1802
- Subfamília Tenebrioninae Latreille, 1802
- Subfamília Alleculinae Laporte, 1840 - abans família Alleculidae
- Subfamília Diaperinae Latreille, 1802
- Subfamília Stenochiinae Kirby, 1837